# شگفت‌انگیز اما واقعی
شگفت‌انگیز اما واقعی (انگلیسی: Incredible but True فرانسوی: Incroyable mais vrai‎) یک فیلم کمدی فرانسوی-بلژیکی محصول سال ۲۰۲۲ به نویسندگی و کارگردانی کانتن دوپیو است. آلن شابا، لیا دروکر، بونوآ ماژیمل و آنائیس دموستیه در این فیلم به ایفای نقش می‌پردازند.

## خلاصه
زن و شوهری که در حومه شهر در آرامش زندگی می‌کنند به زودی زندگیشان توسط یک تونل مرموز در زیرزمین خانه جدیدشان کاملاً دگرگون می‌شود …

## بازیگران
- آلن شابا در نقش آلن
- لئا دروکر در نقش ماری
  - رکسان آرنال در نقش ماری، ۱۹ ساله
- بونوآ ماؤیمل در نقش ژرارد
- آنائیس دموستیه در نقش ژان
- استفانی پزرات در نقش فرانک چیز
- لنا لاپرس در نقش میمی
- ناگیسا موریموتو
- گرگوار بونه در نقش دکتر اورژانت
- ماری کریستین آوری در نقش مادام لانوین
- میکائیل حلیمی
- میشل آازاناویسیوس در نقش یک عکس

## تولید
در اوایل ژانویه ۲۰۲۱  کمپانی وایلد بانچ اعلام کرد که با وجود محدودیت‌های سختگیرانه ناشی از همه‌گیری ویروس COVID-19 چندین فیلم فرانسوی را اکران می‌کند. یکی از این فیلم‌ها یک فیلم کمدی به کارگردانی کوئنتین دوپیو به نام «Incredible but True» است.
فیلمبرداری این فیلم در اواخر سال ۲۰۲۰ به پایان رسید و پس از پایان مراحل تولید برای اولین بار در هفتاد و دومین جشنواره فیلم برلین به عنوان نمایش ویژه برلیناله به نمایش درآمد.

## نظر منتقدین
در وب‌سایت بازبینی جمعی راتن تومیتوز، این فیلم بر اساس ۲۴ نقد، ۹۶ درصد محبوبیت دارد با میانگین امتیاز ۷٫۳۰/۱۰ کسب کرد. متاکریتیک بر اساس نظر ۷ منتقد، میانگین وزنی ۷۵ از ۱۰۰ را به این فیلم اختصاص داد که نشان دهنده «نقدهای عموماً مطلوب» است.